# Caisse autonome nationale de la sécurité sociale dans les mines
La Caisse autonome nationale de la sécurité sociale dans les mines (CANSSM) est l’organisme qui a pour mission de gérer le régime spécial de sécurité sociale dans les mines. Ce régime comporte trois branches (maladie, maternité et congé de paternité et décès ; accidents du travail et maladies professionnelles ; vieillesse et invalidité). Avec son offre de santé Filieris, la CANSSM est aujourd’hui centrée sur la gestion d’un important dispositif de soins ouvert à toute la population quel que soit son régime de sécurité sociale.
En raison de la baisse du nombre de ses affiliés, la CANSSM a délégué ses activités de sécurité sociale à d’autres organismes :
- la Caisse des dépôts et consignations (CDC) recouvre les cotisations et gère l’assurance vieillesse et invalidité du régime minier ;
- l'Agence nationale pour la garantie des droits des mineurs (ANGDM) gère l’action sanitaire et sociale ;
- la Caisse nationale de l'assurance maladie (CNAM) est chargée des assurances maladie et accidents du travail et maladies professionnelles.

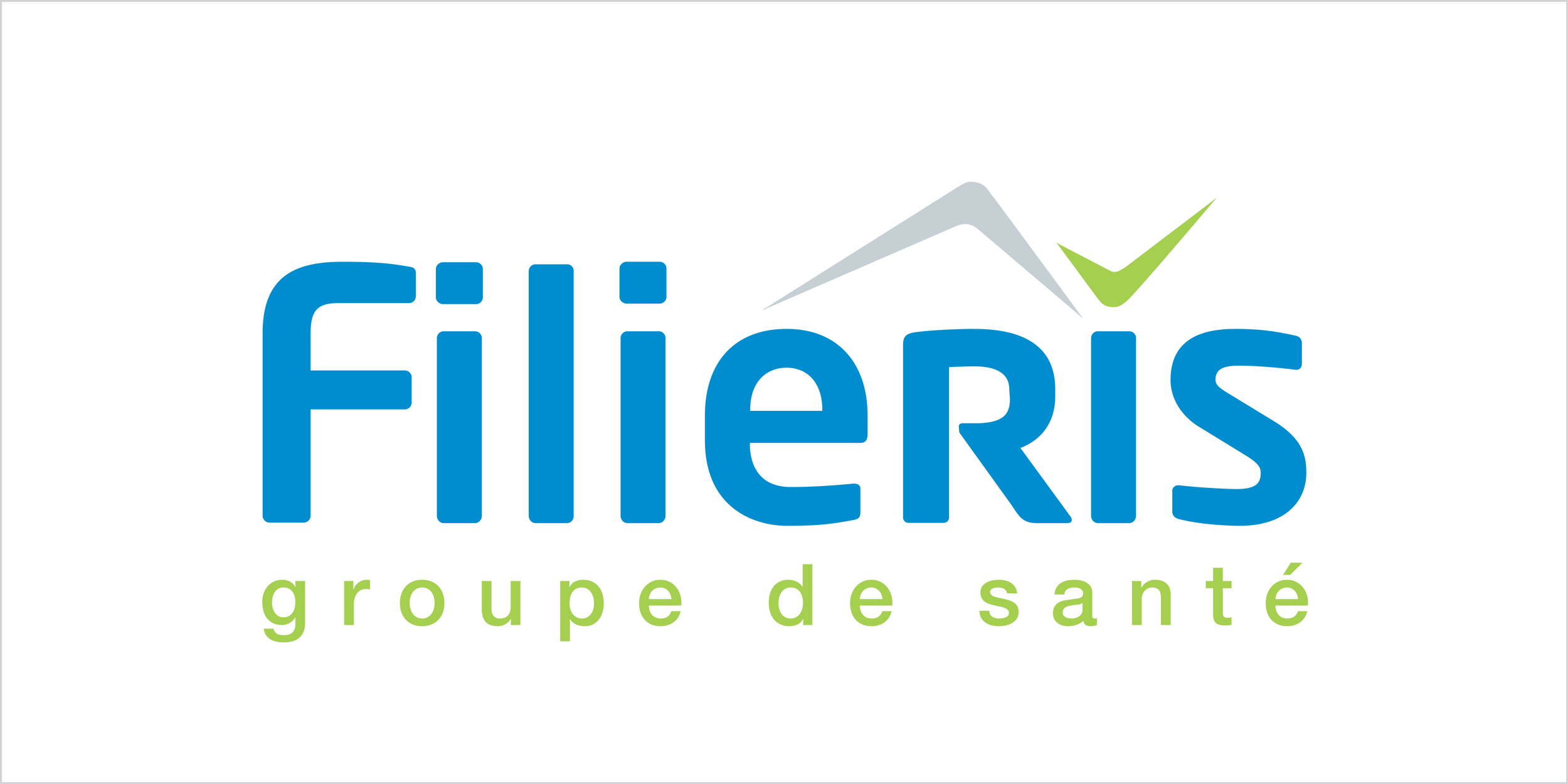
Logo de Filieris depuis 2016.

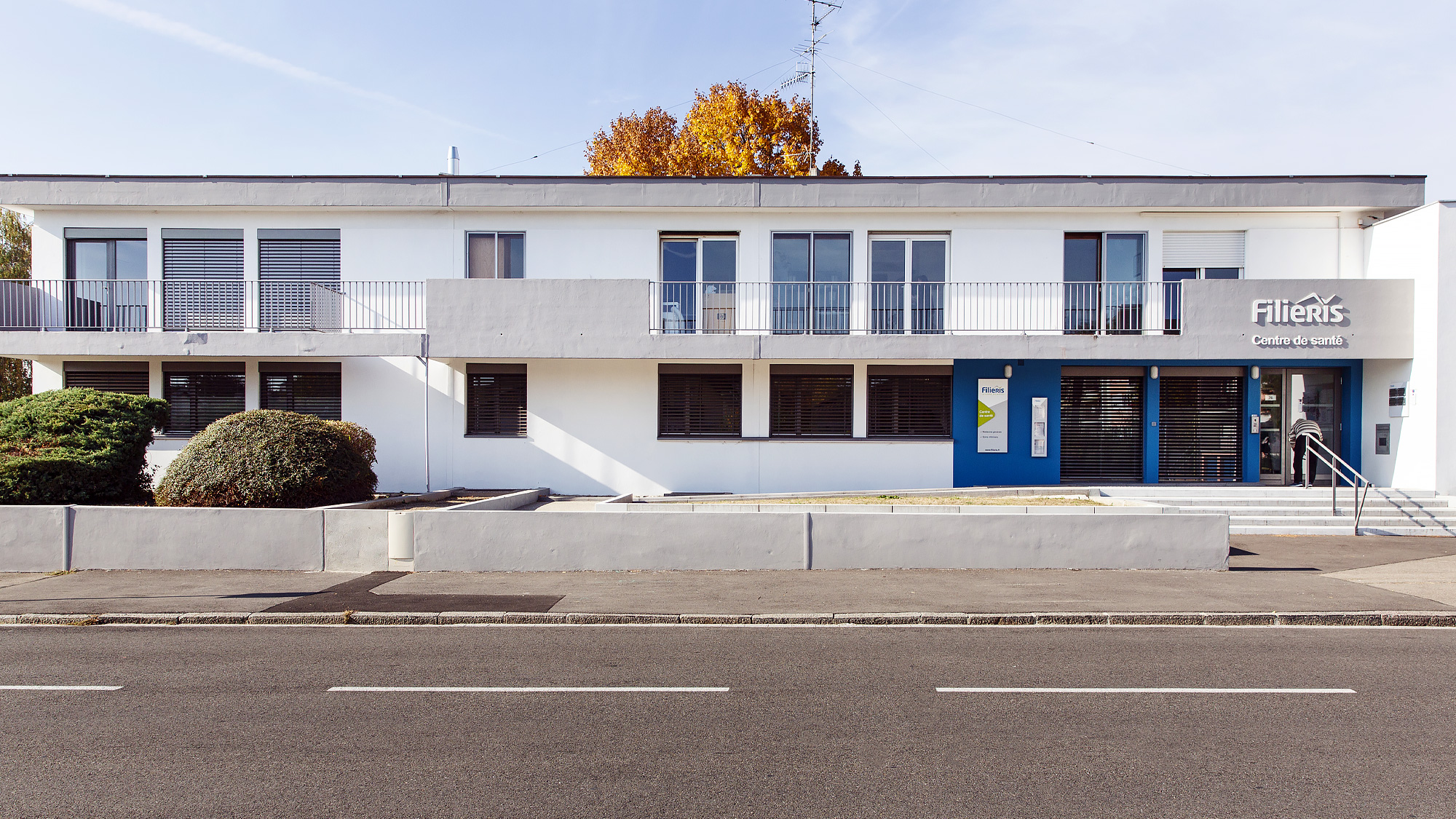
Centre de santé Filieris de Wittenheim en Alsace.

## Histoire du régime minier
- 1604 : l’activité minière étant très dangereuse, la protection des mineurs a fait l'objet de mesures spécifiques dès l'époque d'Henri IV qui ordonne aux exploitants des mines de soigner gratuitement les blessés et de rémunérer un chirurgien (édit du 14 mai).

- 1813 : le décret impérial du 3 janvier impose qu'en cas d'accident dans les mines, les secours sont à la charge de l'employeur ainsi que les frais du chirurgien attaché à l'établissement.

- 1894 : la loi rend obligatoire la création dans chaque exploitation d'une société de secours minière administrée par des conseils paritaires (un tiers des membres étant désignés par l'exploitant, deux tiers étant élus par les ouvriers et employés). En outre, les employeurs doivent constituer une retraite pour les mineurs (à 55 ans)[3].

- 1914 : création d’une Caisse autonome de retraite des ouvriers mineurs (CAROM). L'assurance maladie, maternité, décès et AT/MP (accidents du travail et maladies professionnelles) reste confiée aux sociétés de secours. Située à Paris, cette caisse est aujourd’hui le siège de la CANSSM.

- 1946 : un décret organise le régime de sécurité sociale dans les mines dans sa forme moderne. La Caisse des dépôts et consignations (CDC) gère désormais les assurances vieillesse et invalidité sous mandat de gestion. La CANSSM est créée pour gérer les risques maladie, maternité, décès et AT/MP, ainsi que l'offre de santé.

- 2004 : la gestion de l’action sanitaire et sociale individuelle est transférée à l’Agence nationale pour la garantie des droits des mineurs (ANGDM)[4].

- 2005 : l’offre de santé du régime minier devient accessible à l’ensemble de la population sans dépassement d’honoraires quel que soit le régime de sécurité sociale du patient.

- 2006 : création des Caisses régionales des mines (CARMI) pour assurer la gestion de l’offre de santé dans les territoires.

- 2009 : la marque Filieris est créée pour identifier l’ensemble des structures de santé et informer que l’offre de soins n’est plus réservée aux seuls affiliés.

- 2011 : la CANSSM et les CARMI fusionnent pour créer une seule entité juridique avec un siège à Paris et des services territoriaux en région.

- 2015 : les activités assurantielles (maladie, AT/MP) sont confiées sous mandat de gestion à la CNAM. Cette date marque une étape importante dans l’histoire de la CANSSM qui devient exclusivement un opérateur de santé sous la marque Filieris.

- 2022-2024 : dans le cadre de sa 5e COG[5] (Convention d’objectifs et de gestion), une réflexion est engagée sur l’avenir du régime minier. Objectif : pérenniser l’offre de santé Filieris et offrir un avenir professionnel aux salariés. Dans ce contexte, un rapprochement avec la CNAM sera étudié.

## Statut
La CANSSM est un organisme privé assurant une mission de service public. Elle est placée sous la triple tutelle des ministères respectivement chargés de la sécurité sociale, du budget et de l’industrie.
Le 23 mars 2018, Philippe Georges est nommé président de la CANSSM. Son mandat est renouvelé par décret du 22 mars 2022.

### Bénéficiaires du régime assurantiel
75 900 personnes sont affiliées au titre de l'assurance maladie et 182 711 personnes sont bénéficiaires de l'assurance vieillesse.

## Filieris, l’offre de santé de la CANSSM
Filieris délivre des soins et de l’accompagnement dans les territoires où il est présent. Les prestations de Filieris s’adressent à tous les patients, quel que soit leur régime d’affiliation. Elles proposent le tiers-payant et sont accessibles sans dépassement d’honoraires.

### Les centres de santé Filieris

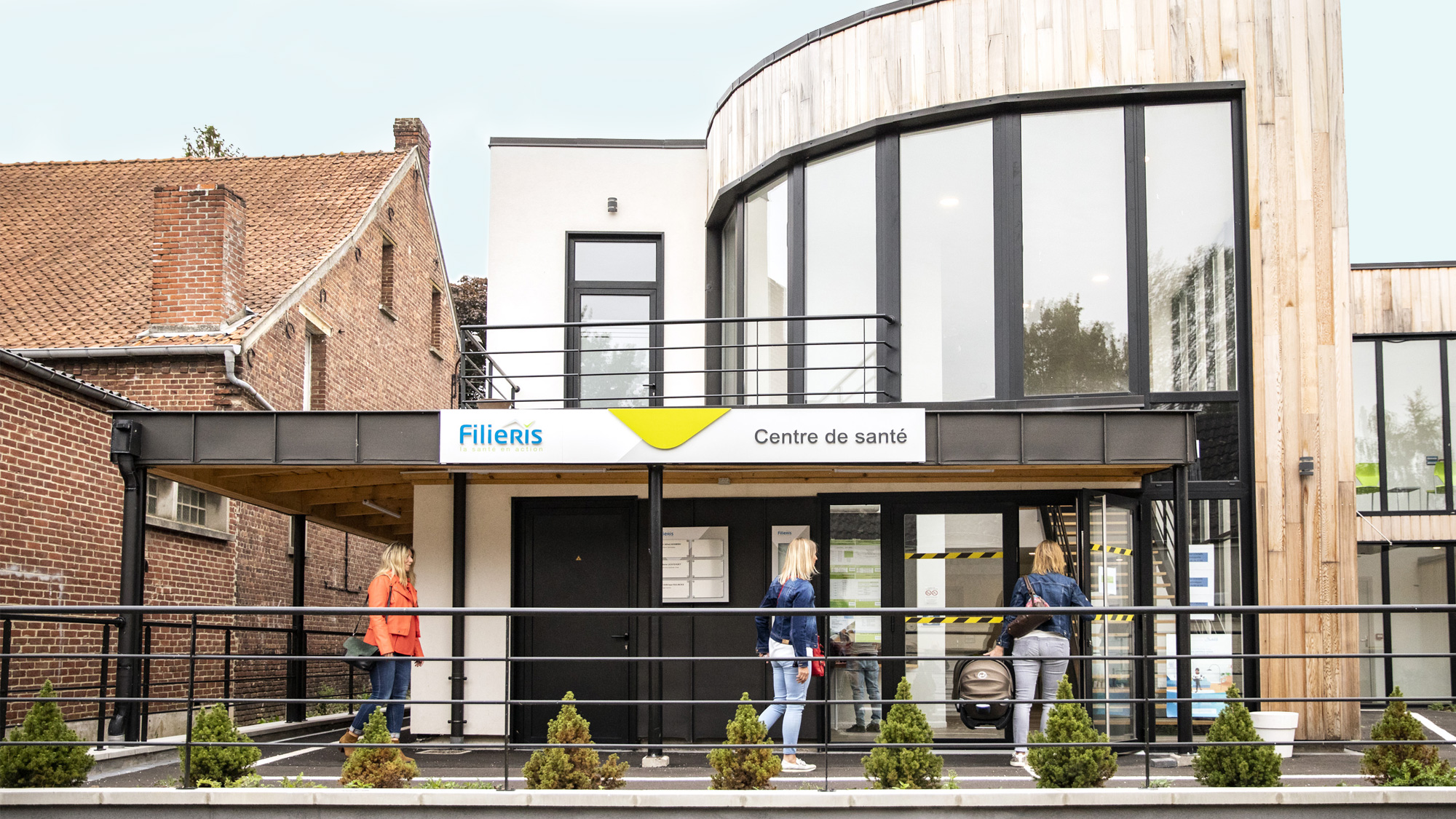
Centre de santé Filieris de Lapugnoy dans le Pas-de-Calais.

Ils prodiguent les soins courants : médecine générale, soins infirmiers et, suivant les centres, médecine spécialisée et soins dentaires. Ils assurent également des actions de prévention et de santé publique dans une logique de parcours, en particulier pour le repérage des personnes vulnérables et le dépistage des maladies chroniques (diabète, cancers, etc.).

### Les services à domicile
L’offre Filieris propose un accompagnement à domicile visant à favoriser le retour à la maison après une hospitalisation (services de soins infirmiers à domicile) ou à contribuer au quotidien au maintien à domicile des personnes âgées, isolées ou dépendantes (services d’aide à domicile).
Les équipes spécialisées Alzheimer (ESA) et maladies neurodégénératives interviennent dans le cadre d’une thérapie non médicamenteuse.

### Les établissements de soins de suite et de réadaptation
Ils prennent en charge les patients à la suite d’une affection médicale aiguë ou d’une intervention chirurgicale. Les patients y sont accueillis en hospitalisation complète ou uniquement de jour.
Certains établissements proposent aussi une unité de soins de longue durée ou des prises en charge spécifiques telles que les unités de vie Alzheimer, l’accueil de jour pédiatrique ou l’hospitalisation à domicile.

### Les Ehpad et résidences pour personnes âgées
Les établissements sont destinés aux personnes âgées dépendantes ou non (Ehpad, résidence autonomie, résidence d’hébergement temporaire). Certains Ehpad proposent des unités de vie Alzheimer, animées par un personnel spécialisé assurant de nombreuses activités adaptées – comme les espaces de stimulation sensorielle.

### Les services complémentaires à l’offre de soins
- magasins d’optique ;
- vente et location de matériel médical (dans le Nord uniquement) ;
- laboratoire de biologie médicale ;
- pharmacies (exclusivement réservées aux affiliés miniers).